# Carrer de l'Església (l'Hospitalet de Llobregat)
El carrer de l'Església de l'Hospitalet de Llobregat (Barcelonès) és un carrer del barri del Centre situat al costat de l'església de Santa Eulàlia de Mèrida, entre el carrer Sant Joan, nord, i el carrer Major, al sud.
L'obertura del carrer es va realitzar l'any 1867 en els terrenys que havien quedat lliures després del trasllat del cementiri, que fins llavors havia estat adossat a l'antiga església parroquial.
El conjunt de cases entre els números 23 i 35 són cases del segle xix protegides en conjunt com a bé cultural d'interès local (BCIL). La casa al número 49 és una obra noucentista també protegida com a BCIL.

## Conjunt dels números 23-35
Aquest conjunt de cases segueixen la mateixa estructura i disseny. Són cases de planta baixa i un pis, amb una sola obertura per nivell, amb llindes, i una barana superior de balustres ceràmics. A les mitgeres l'estucat fa una faixa amb un cercle a l'interior a la part superior.
Amb el temps algunes de les obertures han estat modificades però en origen totes eren iguals.

## Habitatge al número 49
Es tracta d'un edifici d'habitatges cantoner de planta baixa, tres pisos i terrat. La façana està subdividida en tres franges horitzontals per mitjà de les balconades del primer i tercer pis. La balconada del primer pis i la coronació del terrat estan fets amb balustres.
Cada nivell presenta una decoració i distribució d'obertures diferent. L'acabat de la façana combina la pedra artificial, present a les balustrades, amb estucats rogencs i arrebossat que imita carreus buixardats a la planta baixa. La decoració se centra en les llindes dels balcons. Al primer pis les obertures estan flanquejades per motllures en forma de pilastra i mascaró sobre la llinda. Al segon pis hi ha balcons i finestres amb balconet, sobre les obertures es troba l'escut de Catalunya i motius vegetals. A l'últim nivell hi ha un balcó corregut de ferro forjat, les finestres acaben en un arc de mig punt i la llinda està decorada amb motius vegetals. Al mig de les obertures hi ha un esgrafiat amb la data 1930, corresponent a l'any d'ampliació del segon i tercer pis, i les inicials J.S. de Josep Sabadell propietari de l'immoble.
Inicialment, l'any 1918, era una construcció de planta baixa i pis. El 1930 s'hi van afegir dos pisos més.